# Rosalie Aprile
Rosalie Aprile è uno dei personaggi della serie televisiva dell'HBO I Soprano (The Sopranos), presente in tutte e 6 le stagioni dello show (1999-2007).
Interpretata dall'attrice Sharon Angela, Rosalie si caratterizza per essere l'amica del cuore della coprotagonista Carmela Soprano e per le relazioni con alcuni capi della Famiglia Aprile.

## Biografia
Prematuramente vedova di Jackie Aprile, Sr. (ep. 4), Rosalie è la madre di Kelli e di Jackie Jr..  
Un paio d'anni dopo la morte del marito, Rosalie inizia una relazione con Ralph Cifaretto (stagione 3), tornato dalla Florida: i due si conoscevano da quando Ralph faceva parte della banda di Jackie.
Anche questa relazione finisce, quando Ralph la lascia per Janice Soprano, sorella del boss Tony.
Rosalie deve subire un altro tremendo lutto: la morte del figlio Jackie (ep. 39), fatto fuori da Vito Spatafore su ordine proprio di Ralph. Dalla morte del figlio in poi Rosalie si nota principalmente per la sua amicizia profonda con Carmela e Gabriella Dante, mogli degli altri mafiosi dei DiMeo. Dai dialoghi con Carmela si evince come Rosalie fosse al corrente degli affari del marito e della sua infedeltà: lei stessa aveva avuto un'avventura con un certo "Steve della palestra" durante il loro matrimonio.